# Dorris Bowdon
Dorris Bowdon (* 27. Dezember 1914 in Coldwater, Mississippi; † 9. August 2005 in Los Angeles, Kalifornien) war eine US-amerikanische Schauspielerin.

## Leben und Karriere
Dorris Bowdon wurde als eines von sieben Kindern in Coldwater in Mississippi geboren. Sie wurde von einem Scout der 20th Century Fox als Schauspielerin entdeckt, nachdem sie den Preis der Miss Memphis 1937 gewonnen hatte. In Hollywood lernte sie  den Drehbuchautoren Nunnally Johnson kennen, mit dem sie von 1939 bis zu seinem Tod im Jahr 1977 verheiratet war. Sie hatten drei Kinder, ihr Enkelsohn ist der Schauspieler Jack Johnson. Im Laufe ihrer kurzen Filmkarriere trat Bowdon in nur sieben Filmen auf, darunter aber alleine drei unter Regie von John Ford. Ihre heute wohl bekannteste Rolle war Rosasharn in Früchte des Zorns, der Verfilmung von John Steinbecks gleichnamigem Roman. Nach der Geburt ihres ersten Kindes im Jahre 1943 zog sie sich aus der Schauspielerei zurück.
Dorris Bowden verstarb 2005 im Alter von 90 Jahren an einem Schlaganfall in Verbindung mit Herzversagen.

## Filmografie
- 1938: Always Goodbye
- 1938: Down on the Farm
- 1939: Der junge Mr. Lincoln (Young Mr. Lincoln)
- 1939: Trommeln am Mohawk (Drums Along the Mohawk)
- 1940: Früchte des Zorns (The Grapes of Wrath)
- 1940: Jennie
- 1943: The Moon Is Down